# Horror Movie
Horror Movie (Stan Helsing) è un film del 2009 diretto da Bo Zenga. Si tratta di una parodia demenziale di celebri film horror.

## Trama
La notte di Halloween, Stan, dopo aver finito il turno in una videoteca, parte con i suoi amici per una festa. Nel viaggio incontrano prima un maniaco omicida detto "Il Macellaio" che lanciano fuori dalla macchina e in seguito due strani hippie ad una pompa di benzina. Arrivati in una desertica cittadina della California, all'entrata la guardia li informa che la città è maledetta, dopo esser stata distrutta in seguito ad un incendio. La città prima dell'incendio era un importante centro cinematografico horror, la guardia li avverte anche di andarsene prima della mezzanotte.
Il gruppo entrato in città si dirige verso un bar dove fa la conoscenza di Kay, il proprietario travestito del bar. Superata la mezzanotte, gli amici si ritrovano a dover combattere i sei mostri più famosi dell'horror: Freddy Krueger, Jason Voorhees, Michael Myers, Chucky la bambola assassina, Pinhead e Leatherface. Rifugiandosi in una chiesa, un chierichetto racconta a Stan di una profezia che lo riguarda, infatti secondo essa sarà lui a sconfiggere i mostri e ad allontanare la maledizione dalla città. Infine il gruppo si ritrova a combattere contro il gruppo dei sei mostri in una gara di canto arbitrata da Kay; sconfiggendoli, i ragazzi liberano la città dalla maledizione.

## Distribuzione
Il film ha avuto una distribuzione limitata negli Stati Uniti e in Canada a partire dal 23 ottobre 2009. Il 27 ottobre dello stesso anno è stato pubblicato in edizione DVD negli stessi paesi. In Italia il film è uscito nelle sale cinematografiche il 17 agosto 2011.

## Cast
L'attore Ken Kirzinger ha interpretato il killer Jason Voorhees nel film Freddy vs Jason e Mason, la parodia di Jason, in Horror Movie. Diora Baird e Ben Cotton hanno lavorato in futuro in 30 giorni di buio 2 (30 Days of Night: Dark Days, 2010) diretto da Ben Ketay. Diora interpreta Amber e Ben interpreta uno dei vampiri.

## DVD
Il DVD di Horror Movie è uscito nel dicembre del 2011, distribuito dalla Eagle Pictures.

## Parodie
- Van Helsing - Parodia principale
- Hellraiser
- Venerdì 13
- Non aprite quella porta
- Il canto del diavolo
- Leatherface: Non aprite quella porta III
- Halloween - La notte delle streghe
- Nightmare
- La bambola assassina
- Cimitero vivente - Nella scena in cui il cane ucciso viene fatto resuscitare
- Frankenstein
- Il gladiatore
- Il canto del diavolo 2
- Y.M.C.A
- Don't Wanna Go Home
- Durante il karaoke appare tra gli spettatori un sosia di Barack Obama
- Michael Jackson nei panni di un gelataio

## Accoglienza

### Incassi
Il film è costato 365.000 dollari, incassandone globalmente 1.500.000.